# コルチコトミー
コルチコトミー (corticotomy) とは、歯列矯正の一手法である。歯槽骨皮質骨切除術（しそうこつひしつこつせつじょじゅつ）とも呼ばれる。
Corticotomyはcortex（皮質）を切除する術という意味だが、ここではcortexは歯槽骨の中で、硬い部分（皮質骨）を指す。大脳前頭皮質の手術に関してはロボトミー参照。
歯列矯正では、ワイヤーの張力によって徐々に歯を移動する。またはオステオトミー（歯槽骨切術）により歯槽骨を直接手術する方法もある。これらに対して、当術式では歯肉を切開し、皮質骨を一部除去し、内部の軟らかい部分（海綿骨）に切を入れる。除去するのは、門歯および犬歯を囲む部分である。その上でワイヤーを用いる。こうすると、ワイヤーのみの方法に比べ速く歯が移動するとして勧められる場合がある。

## 関連事項
- 口腔外科
- 歯科矯正学
- ベッグ法
- エッジワイズ法
- ストレートワイヤー法
- デーモンシステム
- セルフライゲーティングブラケット
- ローフォースローフリクションテクニック
- ムーシールド